# Paper Money (roman)
Paper Money (titre original : Paper Money) est un roman britannique de Ken Follett, publié en 1977 sous le pseudonyme Zachary Stone.